# Nahirne (rejon mościski)
Nahirne (ukr. Нагірне; do 1946 roku Pakość) – wieś na Ukrainie, w rejonie jaworowskim (do 2020 roku w rejonie mościskim) obwodu lwowskiego.
W XVI wieku wieś była własnością Stadnickich.
W II Rzeczypospolitej miejscowość stanowiła początkowo samodzielną gminę jednostkową. 1 sierpnia 1934 roku w ramach reformy na podstawie ustawy scaleniowej została włączona do gminy wiejskiej Mościska w powiecie mościskim, w województwie lwowskim.
We wrześniu 1939 r. nacjonaliści ukraińscy z OUN ostrzelali oddział Wojska Polskiego. W 1943 członkowie UPA, dla których wieś była jedną z baz, zamordowali tutaj 9 Polaków.